# Ludwik Fleck
Ludwik Fleck (Lviv, 11 juli 1896 – Ness Ziona, 5 juni 1961) was een Pools immunoloog en wetenschapsfilosoof. Als immunoloog deed hij belangrijk werk in verband met vlektyfus. Als wetenschapsfilosoof bedacht hij de concepten "denkstijl" en "denkcollectief", waarmee hij een belangrijke bijdrage leverde aan de wetenschapssociologie. Zijn wetenschapsfilosofisch hoofdwerk — Entstehung und Entwicklung einer wissenschaftlichen Tatsache (1935) — werd aanvankelijk positief onthaald, maar de opkomst van het nazisme verhinderde een bredere receptie. Flecks werk kwam opnieuw onder de aandacht na de publicatie van The Structure of Scientific Revolutions van Thomas S. Kuhn in 1962. In 1979 verscheen de Engelse vertaling van Entstehung und Entwicklung einer wissenschaftlichen Tatsache met een voorwoord van Thomas Kuhn; in de daaropvolgende jaren werd zijn werk in het Duits heruitgegeven. Zijn werk wordt ook wel gerekend tot de historische epistemologie.

## Publicaties
- Fleck, Ludwik: Entstehung und Entwicklung einer wissenschaftlichen Tatsache - Einführung in die Lehre vom Denkstil und Denkkollektiv. Mit einer Einleitung herausgegeben von Lothar Schäfer und Thomas Schnelle. Suhrkamp, 1980. ISBN 978-3-518-27912-0. Eerste uitgave bij Benno Schwabe in Bazel, 1935.
  - Engelse vertaling: Genesis and Development of a Scientific Fact. Edited by Thaddeus J. Trenn and Robert K. Merton. Translated by Frederick Bradley and Thaddeus J. Trenn. Foreword by Thomas S. Kuhn. University of Chicago Press, 1979. ISBN 9780226253251. ISBN 9780226190341 (e-book, 2012).
  - Franse vertaling: Genèse et développement d'un fait scientifique. Vertaald door Nathalie Jas. Met een nawoord van Bruno Latour. Les Belles Lettres, 2005. ISBN 978-2-251-43013-3. Heruitgave: Flammarion, 2008. ISBN 9782081214835.
- Fleck, Ludwik: Erfahrung und Tatsache - Gesammelte Aufsätze. Mit einer Einleitung herausgegeben von Lothar Schäfer und Thomas Schnelle. Suhrkamp, 1983. ISBN 978-3-518-28004-1. (Noot: alle artikels in deze bundel zijn ook opgenomen in Denkstile und Tatsachen.)
- Fleck, Ludwik: Denkstile und Tatsachen - Gesammelte Schriften und Zeugnisse. Herausgegeben von Sylwia Werner und Claus Zittel unter Mitarbeit von Frank Stahnisch. Suhrkamp, 2011. ISBN 978-3-518-29553-3.